# エイ (夏)
豷（えい）は、古代中国の人物。姓は妘、或いは猗、氏は寒。寒浞と玄妻の子。同母兄に澆（ぎょう）がいる。
相20年に父である寒浞が有戈国（現在の河南省商丘市睢陽区と新鄭市の間）を滅ぼした後に戈国に封じられた。
相の遺児である少康が伯靡や有仍氏などの夏王朝の遺臣達と挙兵した際、少康の子である予に殺された。
一説には有戈氏は豷の末裔であるという。
なお、『宋書』には、東晋の安帝から禅譲され皇帝となった桓玄を討つ際の檄文に、桓玄と同じように皇帝を蔑ろにした存在として寒浞と豷の名前が見える。また、『晋書』巻九十八列伝第六十八の賛にも「罪浮浞豷」とあり、王敦・桓玄と寒浞・豷が比較されている。